# Software house
Software house – przedsiębiorstwo zajmujące się tworzeniem oprogramowania na zamówienie.
W typowych dla SH projektach duża waga przykładana jest do analizy procesów biznesowych klienta, tworzenia specyfikacji funkcjonalnej, testowania aplikacji oraz jej integracji z innymi systemami.

## Działalność
Do głównych zadań realizowanych przez SH należą:
- systemy e-commerce,
- platformy B2B,
- portale,
- systemy wspomagające zarządzanie CRM,
- systemy informacji geograficznej,
- intranety,
- systemy obiegu dokumentów,
- programy lojalnościowe,
- systemy e-finansowe,
- systemy zamówień,
- platformy B2C,
- aplikacje mobilne,

jak również bardziej zaawansowane rozwiązania dotyczące:
- zarządzania procesami biznesowymi (Business Process Management),
- analityki biznesowej (Business Intelligence),
- technologii semantycznych (Semantic Web).

## Software house a agencja interaktywna
Software house’y działają na rynku obok agencji interaktywnych i powstały w wyniku specjalizacji branży interaktywnej. Specyfiką projektów realizowanych przez SH jest wysoka złożoność i czasochłonność, w odróżnieniu od większości projektów realizowanych przez typowe agencje interaktywne. SH wyróżnia od agencji interaktywnej specjalizacja się w tworzeniu zaawansowanych aplikacji z wykorzystaniem technologii webowych, które ze względu na stopień skomplikowania przerastają techniczne możliwości agencji interaktywnych, koncentrujących się głównie wokół realizacji projektów mających na celu wspieranie wizerunku marki w Internecie oraz realizacji celów marketingowych.
SH zajmują się także nowoczesnymi wdrożeniami łączącymi strony internetowe m.in. ze sztuczną inteligencją, a także projektują coraz powszechniejsze aplikacje na odbiorniki TV. 

## Organizacje branżowe
W Polsce, przedsiębiorstwa typu software house skupione są w organizacjach:
- Izba Gospodarki Elektronicznej (e-Izba)
- Związek Pracodawców Branży Internetowej IAB Polska. iabpolska.pl. [zarchiwizowane z tego adresu (2011-11-04)].
- Polska Izba Informatyki i Telekomunikacji

W ramach e-Izby funkcjonują grupy tematyczne skupiające środowisko software house’ów: IT oraz platformy E-commerce (w tym E-usługi).

## Realizacja projektów

### Etapy realizacji projektów
1. Analiza przedwdrożeniowa.
2. Opracowanie prototypów i makiet.
3. Implementacja, testy, wdrożenie, opracowanie dokumentacji.
4. Obsługa powdrożeniowa.

### Metodyki stosowane do realizacji projektów
- Rational Unified Process
- Scrum